# Destituição de Fernando Lugo
A destituição de Fernando Lugo da presidência do Paraguai  ocorreu em 22 de junho de 2012, no contexto de uma crise político-institucional que resultou no impeachment do presidente e no isolamento político do Paraguai no relacionamento com a maioria das nações latino-americanas. O processo foi iniciado dia 20 de junho, a pedido de um deputado do Partido Colorado, motivado por um  confronto entre policiais e camponeses, durante a reintegração de posse de uma fazenda em Curuguaty. O incidente deixou dezessete mortos e oitenta feridos.
No dia 22 de junho, o presidente foi destituído pela Câmara dos Senadores do Paraguai por 39 votos a 4 e na mesma noite, o vice-presidente Federico Franco empossado como novo presidente da República do Paraguai.
O processo de impeachment de Lugo, que durou pouco mais de 24 horas, foi considerado legítimo pelo Tribunal Superior Eleitoral do país, e ilegal e ilegítimo pela Comissão Interamericana de Direitos Humanos, tendo gerado uma crise diplomática internacional com os países sul-americanos integrantes da Unasul e do Mercosul recusando-se a aceitar a forma como se deu a destituição do ex-presidente.
Os críticos condenaram a rapidez do julgamento, a falta de concretude das acusações e o tempo de defesa de apenas duas horas, em prejuízo do  devido processo legal e do amplo direito de defesa.

## Antecedentes
A eleição de Lugo nas eleições gerais paraguaias de 2008 encerrou um período de domínio Colorado de 61 anos. Lugo foi apoiado pela presença de Federico Franco em sua chapa como vice-presidente. Franco pertencia ao tradicional partido de oposição, o Partido Liberal Radical Autêntico. A coalizão eleitoral de Lugo, a Aliança Patriótica para a Mudança, levou-o à presidência com 42,3% dos votos, contra 31,8% do segundo colocado, representando o Partido Colorado. No entanto, os liberais e os colorados continuaram com a maioria das cadeiras do Senado e da Câmara de Deputados. O Partido Liberal, inicialmente um membro da aliança, desistiu dela em 2009, deixando a coalizão com poucas cadeiras no Congresso.
Em meados de maio de 2012, cerca de 150 manifestantes sem-terra ocuparam a propriedade Campos Morombi, que pertenceria ao ex-senador Colorado, Blas Riquelme. Os sem-terra alegaram que a propriedade, em Curuguaty, havia sido tomada ilegalmente durante a ditadura de Alfredo Stroessner, líder do Partido Colorado.
No dia 15 de junho de 2012, uma operação policial para remover os sem-terra, ordenada por uma decisão judicial a pedido de Riquelme, acabou com a morte de 6 policiais e 11 manifestantes. A desocupação envolveu cerca de 300 policiais contra 150 camponeses.
No dia 16 de junho, Lugo aceitou as renúncias de seu ministro do interior, Carlos Filizzola, e do Chefe Nacional da Polícia, o general Paulino Rojas. Em 19 de junho, foi confirmado que o ex-senador Colorado Blas Riquelme realmente não tinha o título dos 2 mil hectares em disputa. No dia 20 de junho, Lugo anunciou a criação de uma comissão especial, que contaria com  apoio da OEA, para investigar o incidente.

## Impeachment
No mesmo dia 20 de junho de 2012, o deputado Luis Gneiting, do Partido Colorado (oposicionista), apresentou uma proposta de submeter o Presidente da República a um julgamento político quanto à sua responsabilidade nos acontecimentos de Curuguaty, tendo obtido apoio das bancadas  do  partido  Pátria Querida e do Partido Liberal Radical Autêntico, este último integrante da coalizão que levara Fernando Lugo e o vice-presidente Federico Franco ao poder em 2008. A proposta foi  aprovada com 76 votos a favor, um voto contra e três ausências.
Depois de apoiar a proposta de julgamento político, o Partido Liberal Radical Autêntico pediu que seus filiados renunciassem aos cargos ocupados na administração  Lugo. Assim,  os ministros da Justiça, da Indústria, dos Esportes, da Educação e Cultura e da Agricultura e Pecuária abandonaram o governo.
A acusação apresentada no Senado alegava que Lugo governou de maneira "imprópria, negligente e irresponsável", gerando "a constante confrontação e luta de classes sociais, que como resultado final trouxe o massacre entre compatriotas, fato inédito nos anais da história desde a nossa independência nacional até a data atual, em tempo de paz".
Os cinco pontos pelos quais se acusou o presidente foram:
- Falta de reação frente à morte dos 11 camponeses e seis policiais no enfrentamento de Curuguaty;
- Autorizar o uso das dependências do Comando de Engenharia das Forças Armadas da Nação em 2009 para um ato político;
- Autorizar o uso de forças militares contra colonos em um conflito de terras localizadas em Ñacunday, departamento do Alto Paraná;
- Não colocar em prática uma política eficaz para diminuir a violência;
- Apoiar o protocolo regional sobre o compromisso com a democracia no Mercosul sem ratificação parlamentar. Os deputados acusadores alegaram que "através deste documento, os países vizinhos podem cortar o abastecimento de energia à República do Paraguai".

Como fiscais acusadores, foram nomeados Carlos Liseras, José López Chávez, Jorge Ávalos Mariño, Óscar Tuma e Clemente Barrios. De acordo com o artigo 225 da Constituição do Paraguai de 1992, que estabelece o julgamento político contra o chefe de Estado e os ministros do Supremo Tribunal, a acusação deve passar pelo Senado, que será encarregado de realizar o julgamento contra o mandatário.
O presidente Fernando Lugo confirmou que se submeteria ao julgamento político, esclarecendo que não apresentaria sua demissão antecipadamente. Na manhã seguinte, a defesa de Lugo recorreu perante o Supremo Tribunal de Justiça do Paraguai alegando inconstitucionalidade, com o objetivo de frear o julgamento político, afirmando que não se havia respeitado os trâmites processuais comuns, principalmente no que diz respeito ao tempo que o Congresso outorgou para a preparação da defesa. O documento pedia que o julgamento político fosse suspenso, garantindo-se ao menos 18 dias para a defesa de Lugo.

Na tarde do dia 22 de junho, após constituir-se um tribunal de julgamento, o Senado paraguaio, presidido por Jorge Oviedo Matto, declarou Fernando Lugo culpado das acusações apresentadas na Câmara, por 39 votos contra 4. Após saber de sua destituição, Lugo declarou em conferência à imprensa que se submeteria à decisão do Congresso e estaria disposto a responder sempre por seus atos. 
| “ | Hoje me retiro como presidente, mas não como cidadão paraguaio. Que o sangue dos justos não se derrame. | ” |
|   | — Fernando Lugo 22 de junho de2012, .                                                                   |   |

O Tribunal Superior de Justiça Eleitoral do Paraguai confirmou Franco, do Partido Liberal Radical Autêntico, de centro-direita, como presidente do país e considerou o processo constitucional.[ligação inativa]

## Protestos
Após a decisão do Congresso, ocorreram incidentes na Praça de Armas, onde milhares de partidários de Lugo encontravam-se à espera do resultado do julgamento. A polícia montada disparou contra os manifestantes usando gás lacrimogêneo e jatos de água. Horas mais tarde, centenas de pessoas se reuniram diante da TV Pública do Paraguai, protestando de maneira pacífica contra o novo governo de Federico Franco e do Congresso Nacional. A televisão estatal foi tomada durante essa noite por agentes da polícia paraguaia, que irromperam no canal acompanhados do Diretor de Comunicações do novo governo, Cristian Vázquez, que ordenou que não se transmitissem imagens dos incidentes protagonizados pelos manifestantes que apoiam Lugo, por considerar que atentavam contra a cidadania. A intervenção contou, ademais, com a destituição do diretor da rede, Marcelo Martinessi, que denunciou o fato, segundo informou a rede regional TeleSur.
Com o objetivo de guiar as mobilizações favoráveis a Lugo, criou-se, em Assunção, a Frente pela Defesa da Democracia, composta de representantes de partidos de esquerda, movimentos sociais camponeses, agrários e indígenas, assim como de centrais sindicais e sindicatos de trabalhadores rurais, os quais não reconheceram o novo governo e declararam sua resistência.
Enquanto isso, formou-se em Ciudad del Este a Frente Cidadã de Resistência pela Democracia, formada por dirigentes dos partidos que formam a Frente Guasú e representantes de organizações sociais, de ocupações urbanas e rurais. A nascente organização decidiu manter a mobilização contra a destituição de Fernando Lugo, promovendo manifestações, como o fechamento da Rota Internacional 7, que liga o Paraguai ao Brasil.

## Controvérsias
A maioria dos governos da América do Sul  qualificou a destituição como um golpe de Estado. Governantes e entidades internacionais como a OEA questionaram a rapidez do processo - Lugo teve apenas duas horas para preparar sua defesa - que, de acordo com eles, teria desrespeitado princípios democráticos universais e, segundo alguns, também o direito de defesa previsto no artigo 17 da Constituição do Paraguai.
Segundo o Presidente Federico Franco não houve um golpe de estado propriamente dito, mas sim uma "ruptura política", com respeito integral à constituição do país. De acordo com o relato de uma missão da OEA, o Paraguai não se encontrava em estado de sítio e também não houve emprego de violência física.
A organização Repórteres sem Fronteiras, contudo, afirmou que o governo de Franco tem intimidado a imprensa de oposição e realizado manobras para destituir funcionários que discordem da destituição de Lugo. O jornalista paraguaio Idilio Méndez Grimaldi, por exemplo, entende que, por trás do incidente de Curuguaty e do sumaríssimo processo de impeachment de Fernando Lugo, estejam os interesses de grandes corporações - sobretudo ligadas à agroindústria, como a Monsanto e a Syngenta. Essas empresas podem cooptar políticos e agentes públicos no intuito de criminalizar as organizações de camponeses, de modo a forçar os pequenos agricultores indígenas a abandonar o campo, deixando espaço livre para a expansão do agronegócio.
A UNASUL considerou que o impeachment não seguiu o devido processo legal e que, portanto, se encaixa nos artigos 1, 5 e 6 do  Protocolo Adicional do Tratado Constitutivo da UNASUL sobre o Compromisso com a Democracia. A Comissão Interamericana de Direitos Humanos questionou a legitimidade e a legalidade da ação, tendo sido denunciada violação do artigo 8.2.c. da Convenção Americana sobre Direitos Humanos, assinada pelo Paraguai, segundo o qual "2. Toda pessoa acusada de delito tem direito a que se presuma sua inocência enquanto não se estabeleça legalmente sua culpabilidade. Durante o processo, toda a pessoa tem direito, em plena igualdade, às seguintes garantias mínimas: concesão de meios e tempo adequado para sua defesa". Outras alegações foram o "rito sumário" e o fato de que o Partido Colorado era maioria tanto na Câmara como no Senado. No dia marcado para a votação do impeachment, diversos chanceleres reunidos no Rio de Janeiro para a Rio+20 embarcaram para Assunção para acompanhar de perto o julgamento, entre eles o chanceler brasileiro, Antônio Patriota.
No dia seguinte à cassação de Lugo, a União Europeia, através de sua representante para Assuntos Externos, Catherine Ashton, também mostrou preocupação com relação ao processo de impeachment. O secretário-geral da Organização dos Estados Americanos (OEA), José Miguel Insulza, através de nota, disse que a destituição de Lugo foi um "julgamento sumário que, ainda que formalmente apegado à lei, não parece cumprir com todos os preceitos legais do Estado de direito de legítima defesa". O órgão panamericano prometeu "tomar decisões" no início da próxima semana, após manter-se em contato com diplomatas da região durante estes sábado e domingo. No mesmo dia, a presidente da Argentina, Cristina Kirchner, retirou o embaixador argentino no Paraguai, devido "aos graves acontecimentos institucionais e a ruptura da ordem democrática" no país, enquanto o governo brasileiro convocou seu embaixador para consultas, após comunicado do Itamaraty de que "governo brasileiro condena o rito sumário de destituição do mandatário do Paraguai". O governo uruguaio de José Mujica seguiu os passos do Brasil logo depois, também convocando seu embaixador para consultas.
Contudo, a ministra da defesa do Paraguai afirmou que o chanceler da Venezuela instigou os militares paraguaios a usarem a força contra a decisão do Congresso, o que foi confirmado por um comandante paraguaio. Na mesma reunião que decidiu pela suspensão do Paraguai do Mercosul, os demais membros aceitaram a Venezuela no bloco, processo que se encontrava parado devido ao Congresso paraguaio. De acordo com o vice-presidente uruguaio, isso viola o tratado de Assunção que instituiu o bloco. Apesar da saída do Mercosul, as exportações do Paraguai para o Brasil cresceram 35% em 2012.

### Wikileaks
Pouco após a deposição de Lugo, vieram a público documentos vazados pelo Wikileaks entre a embaixada dos Estados Unidos em Assunção e a secretaria de estado em Washington D.C.. Os documentos, datados de março de 2009, classificados como confidenciais por Michael Fitzpatrick, apontavam para um possível golpe em andamento no país de acordo com as observações dos diplomatas norte-americanos:
"Rumores indicam que o general Lino Oviedo e o ex-presidente Nicanor Duarte estão trabalhando juntos para assumir o poder por meio de instrumentos (predominantemente) legais que deverão afetar o presidente Lugo nos próximos meses. O objetivo: capitalizar sobre qualquer tropeço de Lugo para iniciar o processo político no Congresso, impedir Lugo e assegurar sua supremacia política (...) A revolta relacionada a um programa de subsídios para agricultores por meio de ONGs foi considerada um pretexto para o impeachment antes que Lugo abandonasse o programa. Para um presidente que enfrenta muitos desafios – disputas políticas internas, corrupção e a percepção de que seu estilo de liderança é ineficiente – Lugo deve se preocupar para não cometer um erro, que seria seu último."

### Opiniões de especialistas
Diversos especialistas em política, relações internacionais e direito constitucional de diferentes países manifestaram-se a respeito do processo de impeachment de Fernando Lugo. A maioria deles considera  condenáveis os procedimentos adotados no caso - ainda que legais ou aparentemente legais - e acredita que a derrubada de Lugo configura um golpe de estado ou um "golpe branco".
Segundo a socióloga Lorena Soler, especialista em história do Paraguai da Universidade de Buenos Aires, "diferentemente do passado, o "novo golpismo", liderado por civis, apela a formatos constitucionais e mantém uma fachada institucional, sendo o caso mais similar a substituição "constitucional" de Zelaya em Honduras, em 2009. No entanto, a possibilidade de apelar a uma legalidade abstrata, profundamente ideológica, embora disfarçada de imparcialidade, só é possível quando não há setores que disputem esse argumento.".
Belarminio Ramírez Morillo, especializado em Direito Constitucional da Universidad Autónoma de Santo Domingo, disse que "os golpes de Estado voltarão à moda na América Latina".
Segundo José Ángel Sotillo, da Universidade Complutense de Madrid, "quando o presidente de turno altera as regras do grupo dominante, o resultado é que o grupo dominante aproveita as regras do jogo para desfazer-se do presidente".
Também teceram críticas semelhantes:
- Manuel Chust, catedrático de História Contemporânea na Universitat Jaume I de Castelló de la Plana e especialista em História da América Latina,[48]
- Joaquín Roy, da Universidade de Miami[49]
- Omar De León, especialista em América Latina da Universidade Complutense de Madrid[50]
- Sergio Graffe, da Universidade Central da Venezuela[51]
- José Aparecido Rolon, professor de Relações Internacionais da Unifesp[52]
- Alfredo Boccia Paz, da Universidade Autônoma de Assunção[53][54]
- Pedro Estevam Serrano, professor de Direito Constitucional da PUC-SP[55]
- Deisy Ventura, professora do IR da USP)
- Luís Roberto Barroso, professor de Direito da Universidade do Estado do Rio de Janeiro[56]
- Salem Nasser, professor de Direito Internacional da FGV[56]
- Elizabeth Meirelles, professora de Direito Internacional da USP[56]
- Cláudio Finkelstein, professor de Direito da PUC[56]
- Mark Weisbrot, diretor do Center for Economic and Policy Research em Washington, DC [57]
- Geraldo Godoy de Campos, professor de Relações Internacionais da ESPM
- Ricardo Caldas, professor de Relações Internacionais da UnB[58]
- Michael Shifter, presidente do Diálogo Interamericano em Washington
- Stephen Johnson, diretor do Programa para América Latina do Centro de Estudos Estratégicos Internacionais - CSIS[59]
- José Botafogo Gonçalves, vice-presidente do Centro Brasileiro de Relações Internacionais - CEBRI[60]
- Tullo Vigevani, professor do Departamento de Ciências Políticas e Econômicas da Unesp
- Ricardo Sennes, coordenador do Grupo de Análise de Conjunturas Internacionais da USP[61]
- Manuel Nabais da Furriela, coordenador do curso de Relações Internacionais da FMU[62]
- Charles Pennaforte (diretor do Centro de Estudos em Geopolítica e Relações Internacionais - Cenebri[62]
- Fabrício Pereira da Silva, da Unila[63]

Já os professores Alberto Pfeifer, da USP e Francisco Doratioto, especialista nas relações Brasil e Paraguai e professor da UnB, consideraram que o processo foi correto e plenamente legal.
Segundo o embaixador do Brasil Luiz Augusto de Castro Neves, o processo deliberado pelo Mercosul com a suspensão do Paraguai, foi equivocada e precipitada pois, conforme o art. 4º do Protocolo de Ushuaia afirma, os países membros do Mercosul devem fazer consultas à parte afetada a fim de verificar se houve ou não a ruptura democrática no país. Esta consulta não ocorreu, sendo esta fase primordial para se tomar a decisão como foi no caso do Paraguai.
Celso Lafer, autor do livro "Descaminhos do Mercosul – a suspensão da participação do Paraguai e a incorporação da Venezuela: uma avaliação crítica da posição brasileira", também descreve isso.

## Linha do tempo
- 25 de junho - O chanceler da Venezuela Nicolás Maduro reúne-se com a cúpula das Forças Armadas do Paraguai e pede aos generais que não reconheçam a votação do Senado.[67] A Suprema Corte paraguaia rejeita, sem análise de mérito, o primeiro recurso para anular o julgamento político do ex-presidente.[68] Lugo cria um gabinete paralelo de governo.[69] Brasil, Argentina e Uruguai fazem videoconferência com a China para tratar de assuntos do Mercosul sem a participação do Paraguai.[70]  O governo da França emite comunicado apoiando as decisões dos países do Mercosul e da UNASUL.[71]
- 26 de junho - A organização Repórteres sem Fronteiras publica denúncias de tentativas de censura da imprensa estatal no Paraguai.[72] É realizada reunião da OEA para avaliar a crise.[73]
- 28 de junho - Parlamento Europeu considera que normas democráticas essenciais foram violadas no Paraguai e condena golpe de estado parlamentar.[74]
- 29 de junho - Manifestantes em apoio ao ex-presidente Lugo fecham por uma hora e meia a Ponte da Amizade, entre Brasil e Paraguai.[75] Presidente da Argentina declara na XLIII Cúpula de Presidentes do Mercosul que "não existe no mundo um impeachment que dure duas horas e não tenha possibilidade de defesa" e a entidade aprova a entrada na Venezuela no bloco.[76]
- 1 de julho - Fazendeiros brasiguaios saúdam fim da era Lugo.[77]
- 5 de julho - Paraguai alega ingerência da Venezuela em seus assuntos internos e retira embaixador em Caracas.[78] Venezuela retira adidos militares de Assunção e Hugo Chávez acusa senadores paraguaios de extorsão em troca do voto paraguaio a favor da entrada do país no Mercosul.[79]
- 10 de julho - Secretário-geral da OEA rejeita retaliações da organização ao Paraguai.[80]
- 12 de julho - A Suprema Corte do Paraguai aceita analisar novo recurso de Lugo[81]

## Reações
As primeiras reações concretas dos países sul-americanos à cassação do mandato de Lugo se deram dois dias após o impeachment, em 24 de junho, com a decisão do governo venezuelano de cortar o fornecimento de petróleo ao país e dos membros do Mercosul de suspenderem a participação do Paraguai na XLIII Reunião do Conselho do Mercado Comum e Cúpula de Presidentes do Mercosul, marcada para acontecer em Mendoza, Argentina, em 28 de junho.

### Reação internacional
- Alemanha: O Ministério das Relações Exteriores da Alemanha afirmou que viu o processo de impeachment de Lugo com preocupação, mas reconheceu o novo governo.[83][84]
- Argentina: a presidente Cristina Kirchner considerou a derrubada de Lugo um golpe e afirmou que não reconhecerá o novo governo, além de ter retirado seu embaixador em Assunção por conta, do que segundo ela, seria uma ruptura democrática causada pelo impeachment de Lugo.[85][86]
- Bolívia: Evo Morales considerou o processo de juízo político um golpe e disse que não reconhecerá o novo presidente paraguaio.[87]
- Brasil: O governo brasileiro condenou o impeachment e convocou o embaixador no Paraguai para consultas. O Itamaraty diz, no entanto, que o governo brasileiro "não tomará medidas que prejudiquem o povo irmão do Paraguai".[88][89][90][91][92]  A presidente Dilma Rousseff chegou a sugerir sanções contra o Paraguai.[93]
- Canadá: Reconheceu o novo governo, sob o argumento de que Lugo aceitou a decisão do congresso de retirá-lo do comando da nação paraguaia.[86]
- Chile: O governo chileno chamou de volta seu embaixador para consultas, considerando que "não se respeitou o legítimo direito de defesa expresso na própria constituição paraguaia nem no direito internacional".[94]
- Colômbia: o governo colombiano chamou para consultas seu embaixador em Assunção, considerando que o processo se deu "sem considerar o tempo suficiente para uma defesa adequada".[95]
- Costa Rica: condenou o impeachment e ofereceu asilo a Lugo e aos membros de seu gabinete.[96]
- Cuba: condenou o impeachment alegando ser um golpe de estado.[97]
- Equador: o presidente Rafael Correa considerou o impeachment um golpe e afirmou que não reconhecerá outro presidente.[98]
- Espanha: condenou o impeachment, alegando preocupação com a fraqueza das garantias institucionais no Paraguai.[99] Antes, um representante espanhol havia dito que o processo se baseara "na institucionalidade democrática e no Estado de direito".[100]
- Estados Unidos: o governo Obama reconheceu o impeachment do presidente Lugo.[101]
- França: o governo de François Hollande apoiou as decisões do Mercosul e da Unasul e pediu que as autoridades paraguaias respeitem "a vontade soberana do povo paraguaio que elegeu Lugo como chefe de Estado em 2008".[71]
- México: Segundo o governo mexicano, o processo, embora legal e constitucional, não deixou espaço e tempo necessários para uma defesa adequada.[102][103]
- Nicarágua: representantes da Nicarágua consideraram que houve um golpe de Estado no Paraguai.[104]
- Portugal: o governo português demonstrou preocupação com a crise paraguaia. Embora não tenha questionado a constitucionalidade do processo de julgamento político, o governo português acredita que o processo não assegurou as garantias adequadas e o tempo "necessário" à defesa de Lugo.[105]
- Uruguai: O governo uruguaio condenou o impeachment considerando que "não é consistente com as práticas democráticas fundamentais" e se convocou o embaixador no Paraguai para consultas.[106]
- Vaticano: Aprovou o processo contra Lugo e reconheceu o novo governo.[107]
- Venezuela: não reconheceu o novo governo, retirou o embaixador em Assunção e cortou o fornecimento de petróleo ao Paraguai.[82]

## Primeiras eleições gerais após a destituição de Lugo
Em 21 de abril de 2013 foram realizadas eleições gerais no país, tendo sido eleito para presidente, o empresário e dirigente desportivo Horacio Cartes, do partido Colorado.
Fernando Lugo foi candidato ao senado pelo partido Frente Guasú, tendo sido eleito. O seu partido conseguiu cinco das quarenta e cinco cadeiras no senado.